# Гуревич, Григорий Семёнович
Григо́рий Семёнович Гуре́вич (род. 1953) — вице-президент Общероссийской общественной организации малого и среднего бизнеса «Опора России» по вопросам антимонопольного регулирования и законодательству, по вопросам госзаказа. Постоянный член Европейского делового клуба. Лауреат национальной премии «Персона года — 2003» в номинации «За высокопрофессиональную организацию производственного процесса и укрепление позиций среднего предпринимательства в России». Фигурант уголовного дела.

## Биография
Родился в 1953 году. Школу окончил в Ленинграде (ныне — Санкт-Петербург). Выпускник Московского института нефтехимической и газовой промышленности. Кандидат геолого-минералогических наук. Прошел бизнес-курсы в США и Великобритании. После окончания института с 1974 г. работал в нефтедобывающей отрасли Республики Коми инженером, затем — первым заместителем председателя правления ЗАО «Евросевернефть», на руководящих должностях в компаниях «КомиТЭК» и «Коминефть». В 1999—2001 гг. являлся первым вице-президентом Тюменской нефтяной компании, начальником управления Министерства топлива и энергетики России. С 2001 года — президент ЗАО Нефтяная компания «Нобель Ойл».
Г. С. Гуревич имеет звание «Почетного нефтяника», звание «Заслуженный работник Минтопэнерго России». Награждён дипломом «Лучший предприниматель года Республики Коми». Награждён медалью «В память 850-летия Москвы», памятной медалью Ассоциации малых и средних нефтегазодобывающих организаций «АССОНЕФТЬ». За деятельность по развитию малого предпринимательства в 2007 году отмечен благодарностью Руководителя Администрации Президента Российской Федерации, в 2008 году награждён грамотой Председателя Правительства Российской Федерации.
Григорий Гуревич занимается благотворительной деятельностью. Спонсирует ряд благотворительных программ, таких как «Летний отдых на море» для детей из многодетных и малообеспеченных семей крайнего севера, программу «Малые Нобелевские премии республики Коми» для одарённых детей (проводится при поддержке Главы республики Коми). При его непосредственном участии проведены реконструкция Церкви Животворящей Троицы в селе Усть-Уса, строительство Храма Стефания Пермского в город Сыктывкар (Республика Коми), Храма Святых Апостолов Петра и Павла в поселке Колпны (Орловская область).

## Уголовное дело
30 июля 2020 года Григорий Гуревич арестован Басманным судом г. Москвы по подозрению в мошенничестве в особо крупном размере.